# Josep Puig i Brutau
Josep Puig i Brutau (Barcelona, 9 de juny de 1909 - Barcelona, 24 de juny de 2003) va ser un jurista català.

## Trajectòria
L'any 1931 es va llicenciar en Dret a la Universitat de Barcelona i va iniciar la preparació de les oposicions a notaria i registres, a les quals es va presentar juntament amb Ramon Maria Roca i Sastre a la dècada de 1940.
El curs 1956-57 va treballar de professor visitant a la Universitat de Puerto Rico. L'any 1962 va ser nomenat acadèmic de número de l'Acadèmia de Jurisprudència i Legislació de Catalunya i el 6 de febrer de 1981 doctor honoris causa per la Universitat Autònoma de Barcelona, amb el padrinatge de Vicente Torralba Soriano i el discurs Una aproximació a la societat anònima familiar.

## Escrits i traduccions
Va traduir al castellà obres de la literatura jurídica americana anterior i contemporània a la Segona Guerra Mundial, com a Roscoe Pound, que va aparèixer a Las grandes tendencias del pensamiento jurídico. Així mateix, va traduir a Llewellyn, que va aparèixer en el llibre Belleza y estudio del Derecho. Tot això el va portar a escriure l'estudi La jurisprudencia como fuente del Derecho: interpretación creadora y su arbitrio judicial, estudiat entre d'altres per Ramon Casas i Vallès a l'estudi introductori de l'edició homenatge de l'esmentat llibre.

Va participar en l'obra Fundamentos de Derecho Civil, de Ramon Maria Roca i Sastre, de la qual Joan Vallet de Goytisolo afirmà: 
| « | destaquen en aquests Fonaments la manera de projectar la llum de principis i normes legals i jurisprudencials a la problemàtica viscuda, així com la seva ocupació matisada del dret comparat i de la jurisprudència judicial, no com a mera notícia, sinó amb un sentit metodològicament realista i pràctic. | » |

Josep Joan Pintó i Ruiz va dir d'ell que «va aproximar el sistema continental amb el mètode nord-americà i anglosaxó, generant una visió summament eficient i pràctica del dret, aprofitant els avantatges d'ambdós sistemes sorgint així una espectacular sinergia. Sobresurt doncs, en la seva obra perenne i assenyada ponderació de la mateixa realitat social».

## Obres
- Caducidad y prescripción extintiva, Bosch, 1986.
- Compendio de Derecho Civil., Bosch.
- Diccionario de acciones en Derecho Civil español, Bosch, 2005, isbn 84-9790-011-1.
- Fundamentos de derecho civil, Bosch.
- «La historia constitucional angloamericana narrada por un civilista» (1997), a Medio siglo de estudios jurídicos, pp. 455-526.
- «La interpretación del testamento en la jurisprudencia» (1962), a Anales de la Academia Matritense del Notariado, pp. 509-528.
- La jurisprudencia como fuente del derecho, Ariel, 1950.
- «Realism in comparative law» (1954), a American journal of comparative law, pp. 1-4.